# Bayerisch Eisenstein
Bayerisch Eisenstein is een gemeente in de Duitse deelstaat Beieren, en maakt deel uit van het Landkreis Regen. Bayerisch Eisenstein telt 998 inwoners.
Het ligt in het Bohemer Woud in het Sumavagebergte. Het ligt 2,5 kilometer verwijderd van Železná Ruda, aan de rivier Großer Regen.
Bayerisch Eisenstein is door een spoorlijn verbonden met Deggendorf en Plattling.
Železná Ruda telt 2118 inwoners. Železná Ruda was tot 1945 een plaats met een overwegend Duitstalige bevolking. Na de Tweede Wereldoorlog werd de Duitstalige bevolking verdreven.
In de winter vormt Bayerisch Eisenstein met het nabijgelegen Špičák en het Železná Ruda een skigebied met 26 skiliften, 1 zwarte, 4 rode en 12 blauwe pisten. Ook is er een snowpark voor snowboarders. Er is circa 120 km langlaufloipes. De Großer Arber ligt op 7 km afstand.

## Bezienswaardigheden
- Großer Arber
- Černé jezero
- Station Bayerisch Eisenstein/Železná Ruda-Alžbětín